# Igor Daniel da Silva
Igor Daniel da Silva (22 maart 2004), voetbalnaam Igor, is een Braziliaans voetballer die als middenvelder speelt voor FC Dordrecht.

## Carrière
Igor doorliep de jeugdopleiding van het Braziliaanse Laranja Mecânica. Daarnaast speelde hij zaalvoetbal op hoog niveau. In 2022 kwam hij op proef bij Feyenoord, maar kreeg geen contract. Vervolgens werd hij vastgelegd door Royal Antwerp. Voor Antwerp speelde hij met het belofte-elftal in de Eerste nationale, het derde niveau. Na een jaar werd zijn contract niet verlengd. Hierna ging hij terug naar zijn geboorteland, om te spelen bij Galó Maringa, voorheen Aruko, en zijn oude club Laranja Mecânica. 
Kort hierop werd hij overgenomen door FC Dordrecht. Hij maakte zijn debuut voor de Nederlandse club op 18 oktober 2024, tegen VVV-Venlo (3-2). Hij kwam in de 85e minuut in de ploeg voor Devin Haen. Hij kreeg slechts af en toe speelminuten van trainer Melvin Boel. Op 24 mei 2025 viel Igor in tijdens de play-offwedstrijd om promotie tegen Willem II in en miste de vijfde penalty in de reeks na verlenging, waardoor Willem II doorging naar de finale tegen Telstar.

## Statistieken
| Seizoen | Club         | Competitie       | Competitie | Competitie | Beker | Beker | Overig | Overig | Totaal | Totaal |
| Seizoen | Club         | Competitie       | Wed.       | Dlp.       | Wed.  | Dlp.  | Dlp.   | Dlp.   | Wed.   | Dlp.   |
| ------- | ------------ | ---------------- | ---------- | ---------- | ----- | ----- | ------ | ------ | ------ | ------ |
| 2022/23 | Young Reds   | Eerste nationale | 29         | 0          | 0     | 0     | 0      | 0      | 29     | 0      |
| 2024/25 | FC Dordrecht | Eerste divisie   | 8          | 0          | 1     | 0     | 1      | 0      | 10     | 0      |
| Totaal  | Totaal       | Totaal           | 37         | 0          | 1     | 0     | 1      | 0      | 39     | 0      |

Bijgewerkt op 10 juni 2025.